# 圣方济各堂 (韦尔纳扎)

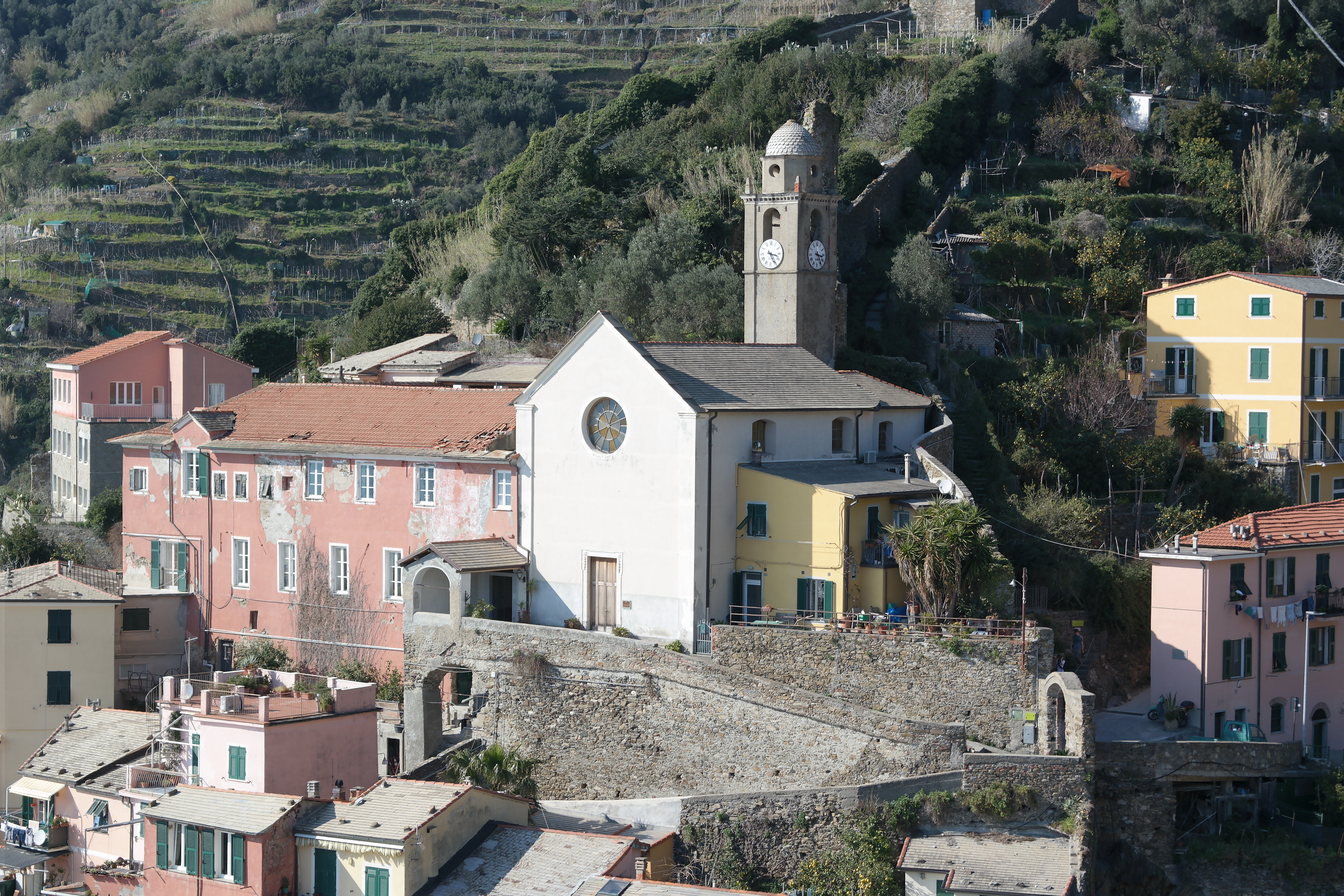

圣方济各堂（Chiesa di San Francesco）是意大利拉斯佩齐亚省五渔村地区的一座罗马天主教教堂，位于韦尔纳扎的圣方济各街。毗邻的市政厅，原为方济各会修道院。
该堂由方济各会建于17世纪。.
该堂为典型的方济会建筑，结构非常简单，单走道，两侧有四个用灰泥装饰的小堂。地下则为墓地。。
与之毗邻的原方济各会修道院，现在是市政厅所在地，其余的建筑则用作展览厅和音乐、戏剧表演。西部仍可看见修道院的墙壁。